# پارک جنگلی کشپل
بوستان جنگلی کشپل چمستان یکی از بوستان های جنگلی استان مازندران است.

## موقعیت مکانی
در حوزه استان مازندران شهرستان نور شهر چمستان در مسیر ییلاقی لاویج و در حد فاصل ۲/۵ کیلومتری از چمستان با موقعیت جغرافیایی از شمال به جاده نور-چمستان و از جنوب به کوه لاویج و آب گرم لاویج و شرق به جنگلهای چمستان و از غرب به لاویج رود و شهرک صنعتی چمستان واقع شده‌است.

## پوشش جنگلی و امکانات طبیعی و رفاهی
این عرصه به مساحت ۷/۲۱ هکتار می‌باشد و از نظر پوشش نیز دارای شش تیپ جنگلی توسکا- لرک و توسکا- توسکا و بلوط- افرا، بلوط - ممرز - انجیلی و ممرز - انجیل است. نظر به اینکه از این محدوده به عنوان تفرجگاه در گذشته مورد استفاده واقع می‌گردید (و همچنین بخاطر وجود سنگ آهن در رودخانه این مسیر در گذشته دارای کوره‌های ساچمه‌سازی بوده‌است که هنوز هم بقایای آن موجود می‌باشد) و در واقع وجود چشمه‌های با دبی خوب این امکان را برای استفاده فراهم نموده و از طرف شهرداری چمستان تأسیسات و تسهیلات پراکنده بدون طرح از قبیل چشمه آب معدنی، آلاچیق، حصار نرده‌ای، پله سنگی، فروشگاه مواد غذایی و کته کبابی، پارک بازی برای بچه‌ها و زمین بازی فوتبال و والیبال و سرویس بهداشتی صورت گرفته بود که در طی موافقت اداره کل منابع طبیعی منطقه ساری و سازمان جنگلها در واگذاری اجرای طرح مدیریت بهره‌وری به شهرداری چمستان اقدام به تهیه طرح هادی شده‌است که در زون متمرکز انواع امکانات و تسهیلات مجاز در تفرجگاه و در زون بازسازی نیز برای بهره‌گیری در آینده اقدام به نهال‌کاری با استفاده از گونه‌های بومی خواهد شد. چشمه حرام‌او در این منطقه قرار دارد. لازم است ذکر شود منابع مالی این طرح از طریق شهرداری چمستان تأمین خواهد شد.